# Глущенко Леонід Федорович
Леонід Федорович Глущенко (нар. 16 квітня 1926, місто Харків, тепер Харківської області —  2 жовтня 1986, місто Харків) — український радянський діяч, новатор виробництва, слюсар-лекальник Харківського електромеханічного заводу, Герой Соціалістичної Праці (20.04.1971). Кандидат у члени ЦК КПУ в 1966—1971 р. Член ЦК КПУ в 1971—1986 р.

## Біографія
Народився в робітничій родині. У 1941 році закінчив Харківський машинобудівний технікум, який був евакуйований після початку німецько-радянської війни до міста Чебоксари Чуваської АРСР.
Трудову діяльність розпочав у грудні 1941 року слюсарем-лекальником заводу № 654 «Електрик» Народного комісаріату електропромисловості СРСР в місті Чебоксарах.
З січня 1950 року працював слюсарем-лекальником, слюсарем-інструментальником Харківського електромеханічного заводу (потім —  виробничого об'єднання «Харківський електромеханічний завод імені 50-річчя Великої Жовтневої соціалістичної революції»)
Член КПРС з 1954 року.
У 1958 році йому було присвоєно звання ударника комуністичної праці. Досяг значних успіхів у виконанні виробничих завдань, соціалістичних зобов'язань. Вніс багато цінних раціоналізаторських пропозицій.

## Нагороди
- Герой Соціалістичної Праці (20.04.1971)
- два ордени Леніна (17.11.1965, 20.04.1971)
- орден Жовтневої Революції (12.05.1977)
- орден «Знак Пошани» (29.07.1960)
- медалі